# II. třída okresu České Budějovice 2003/2004
V soubojích fotbalové II. třídy okresu České Budějovice 2003/2004, jedné ze skupin 8. nejvyšší fotbalové soutěže, se utkalo 14 týmů dvoukolovým systémem podzim – jaro. Tento ročník skončil v červnu 2004. Postup do I. B třídy Jihočeského kraje 2004/2005 si zajistil vítězný tým TJ Sokol Římov, do III. třídy okresu České Budějovice 2004/2005 sestoupil poslední tým TJ Sokol Lipí.

## Výsledná tabulka
| Poř. | Tým                                | Z  | V  | R  | P  | VG | OG | B  |
| ---- | ---------------------------------- | -- | -- | -- | -- | -- | -- | -- |
| 1.   | TJ Sokol Římov                     | 26 | 18 | 4  | 4  | 66 | 31 | 58 |
| 2.   | SK Mladé                           | 26 | 14 | 5  | 7  | 60 | 38 | 47 |
| 3.   | TJ Slavoj Ledenice                 | 26 | 14 | 4  | 8  | 54 | 41 | 46 |
| 4.   | SK Lišov „B“                       | 26 | 13 | 4  | 9  | 54 | 42 | 43 |
| 5.   | TJ Slavoj Srubec                   | 26 | 11 | 3  | 12 | 47 | 63 | 36 |
| 6.   | FK Olympie Týn nad Vltavou         | 26 | 10 | 5  | 11 | 39 | 35 | 35 |
| 7.   | TJ Lokomotiva České Budějovice „B“ | 26 | 9  | 7  | 10 | 51 | 49 | 34 |
| 8.   | SK Nemanice                        | 26 | 9  | 7  | 10 | 35 | 42 | 34 |
| 9.   | TJ Sokol Štěpánovice               | 26 | 9  | 6  | 11 | 49 | 48 | 33 |
| 10.  | TJ Slavoj Hrdějovice „B“           | 26 | 9  | 5  | 12 | 39 | 47 | 32 |
| 11.  | TJ Hluboká nad Vltavou „B“         | 26 | 7  | 8  | 11 | 39 | 46 | 29 |
| 12.  | TJ AKRA České Budějovice „B“       | 26 | 7  | 8  | 11 | 35 | 42 | 29 |
| 13.  | FC Pištín                          | 26 | 7  | 10 | 9  | 39 | 48 | 22 |
| 14.  | TJ Sokol Lipí                      | 26 | 6  | 2  | 18 | 40 | 75 | 20 |

Poznámky:
- Z = Odehrané zápasy; V = Vítězství; R = Remízy; P = Prohry; VG = Vstřelené góly; OG = Obdržené góly; B = Body; (S) = Mužstvo sestoupivší z vyšší soutěže; (N) = Mužstvo postoupivší z nižší soutěže (nováček)

|  | Postup do I. B třídy Jihočeského kraje 2004/2005       |
|  | Sestup do III. třídy okresu České Budějovice 2004/2005 |